# Рокфлит
Рокфлит (англ. Rockfleet Castle, ирл. Carraig an Chabhlaigh) — замок в виде мощной каменной башни, построенный в XVI веке недалеко от доминиканского монастыря Берришул к западу от деревни Ньюпорт в графстве Мейо, Ирландия. Рокфлит внесён в список национальных памятников.

## Расположение и этимология названия
Жилая башня расположена в устье узкого лимана на северном берегу залива Клю, примерно в семи-восьми километрах к западу от деревни Ньюпорт. Место было выбрано строителями после тщательного изучения окружающих территорий. Постоянная осада Рокфлита затруднялась из-за регулярно повторяющихся приливов и связанных с ними затоплений и заболачивания земель вокруг.
Ирландское название Carraig an Chabhlaigh означает «Каменный флот». Таким образом, английское название Rockfleet не совсем точный перевод.

## История

### Ранний период
Замок Рокфлит был построен в середине XVI века. Его первым владельцем был сэр Ричард Бёрк. Своё ирландское прозвище Risdeárd an Iarainn (англ. Iron Dick) он видимо получил потому, что был собственником близлежащего металлургического завода. Бёрк также владел землями вокруг монастыря Берришул. В 1566 году он женился на вдове по имени Грануаль. Эта женщина знатного происхождения прославилась как предводительница пиратской флотилии, грабившей торговые корабли. Сначала она жила в замке вместе с мужем и использовала башню как убежище. Её флот из двадцати пиратских кораблей благодаря выгодному стратегическому расположению Рокфлита швартовался тут же. Вероятно это обстоятельство и дало название башне. После смерти супруга в 1583 году Грейнн продолжала жить в Рокфлите. Когда англичанам удалось захватить часть её кораблей и родного брата, она согласилась на переговоры. В конце концов с пиратством пришлось покончить. Замок Рокфлит после этого потерял своё прежнее значение.

### XVIII–XX века

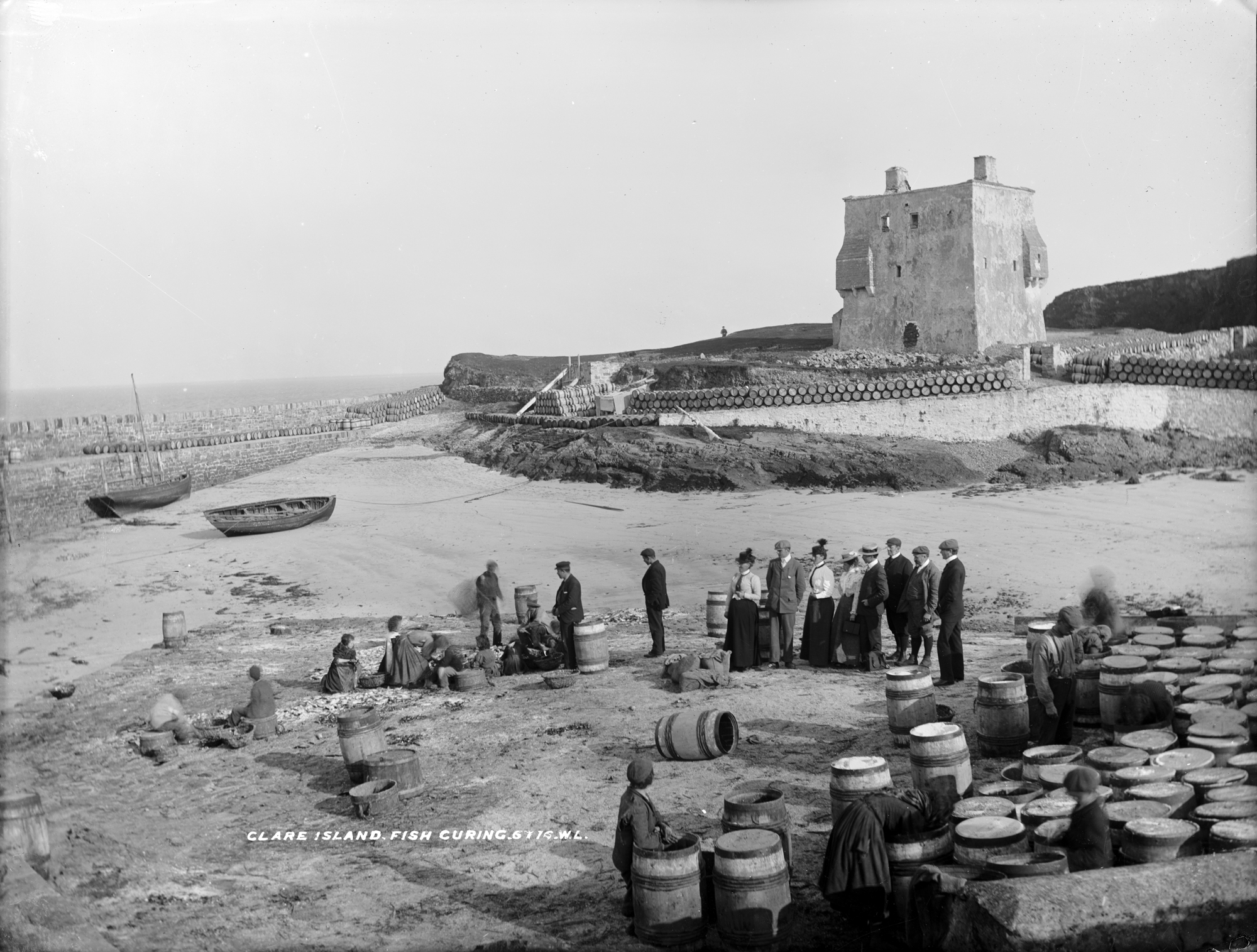
Замок на фотографии 1897 года

В XVIII веке замок Рокфлит перешёл в собственность семьи Арбетнот.
В первой половине XX века Оуэн О'Мэлли, прямой потомок Грануаль, выкупил пришедший в упадок замок. После окончания Гражданской войны в Ирландии он восстановил обветшавшую башню. Позднее сооружение перешло во владение посла США в Ирландии.

## Описание
Замок представляет собой квадратную каменную башню высотой примерно 18 метров. В сооружение нет традиционных окон, кроме узких бойниц. В здании имеется четыре этажа. Перекрытия сделаны из толстых дубовых досок. При до сих пор нет стационарной лестницы с первого этажа на второй. Имеется только отверстие в потолке, к которому приставлена обычная деревянная лестница. На остальные этажи можно попасть по каменным винтовым лестницам. На верхнем этаже имеется камин. Это позволяет предположить, что именно здесь размещались жилые покои владельцев. Башню венчает двускатная крыша. Сверху по краям пристроены две небольшие башенки (бартизаны), выступающие над парапетом.

## Галерея

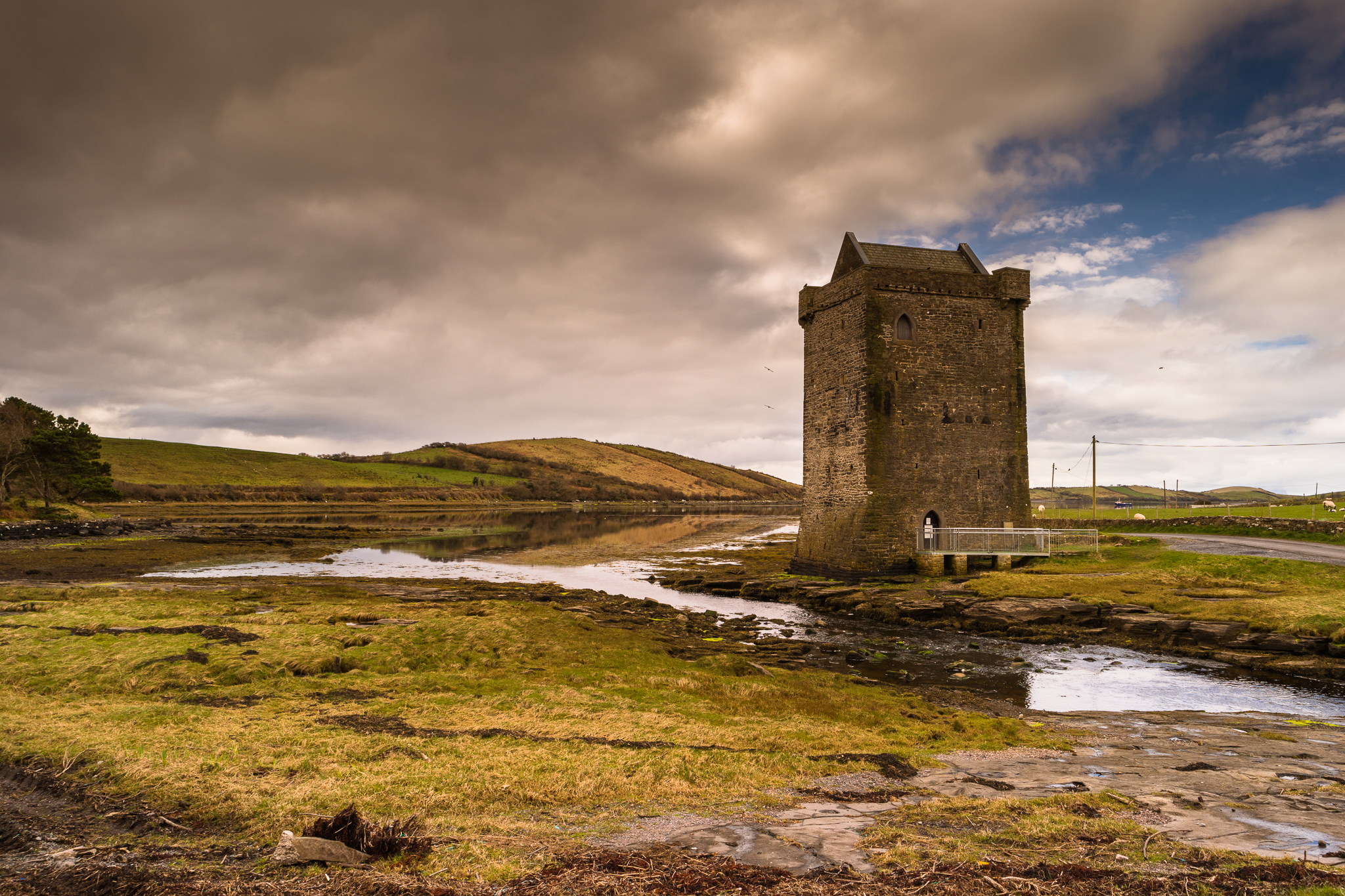
Вид замка с западной стороны
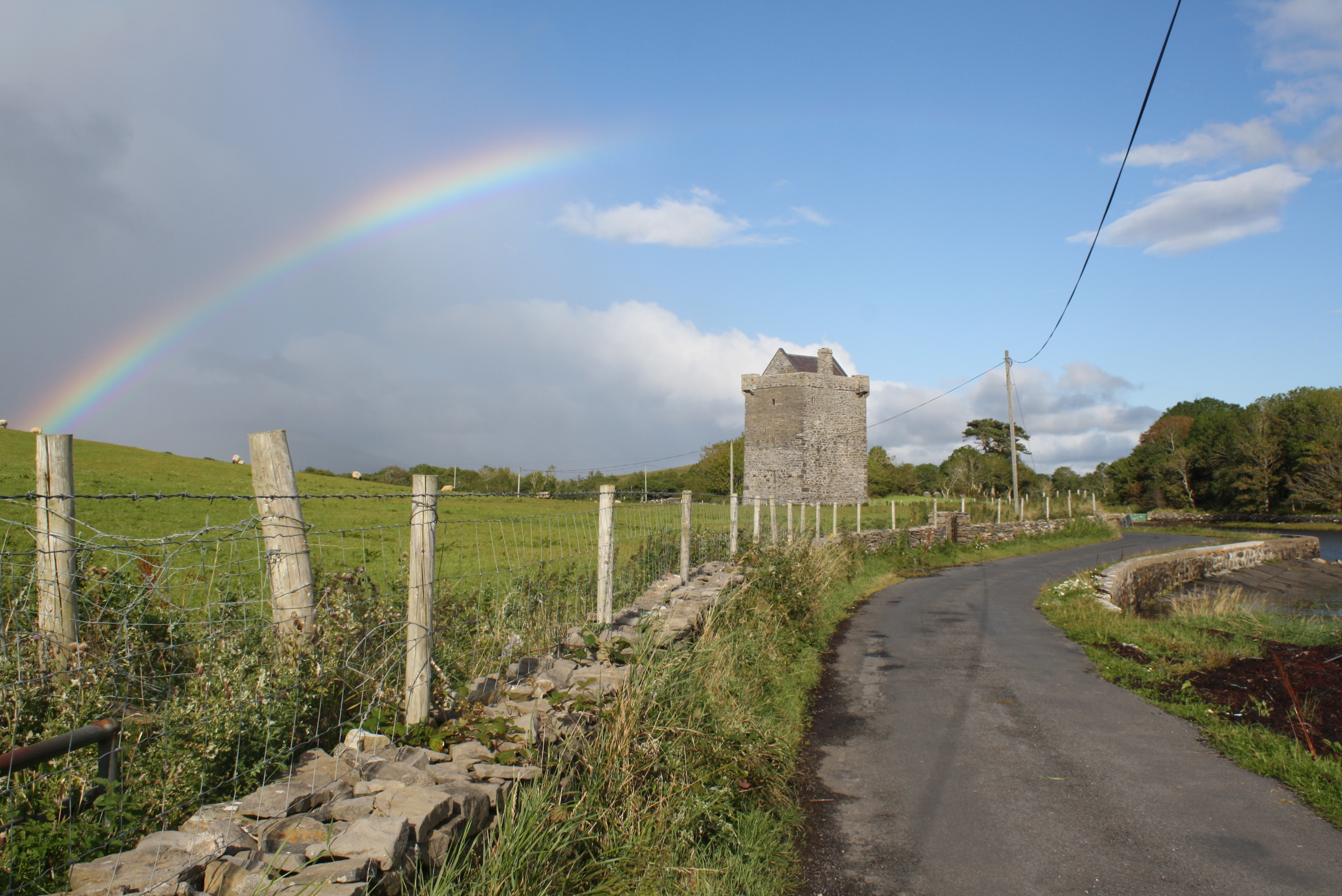
Замок со стороны дороги
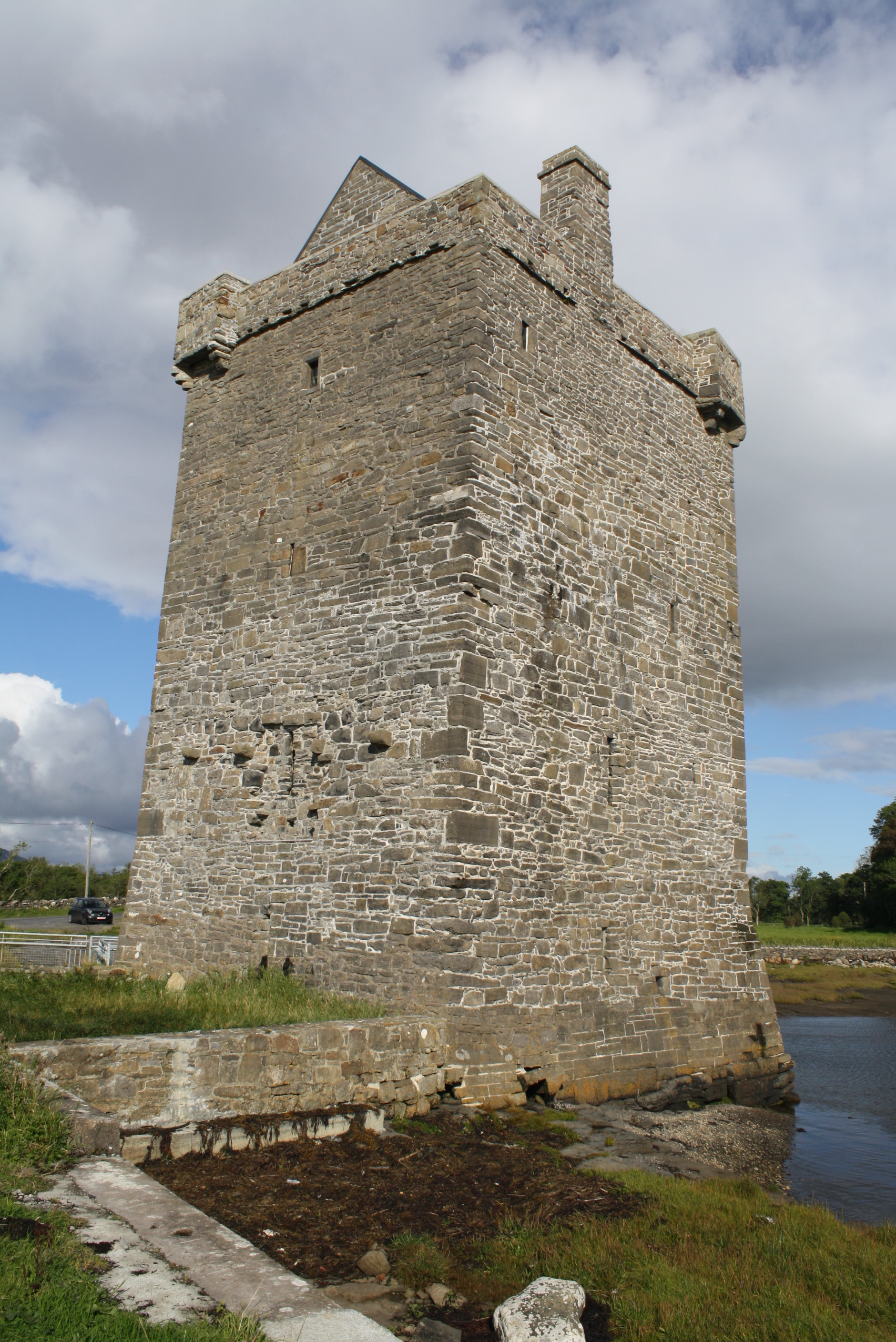
Башня вблизи
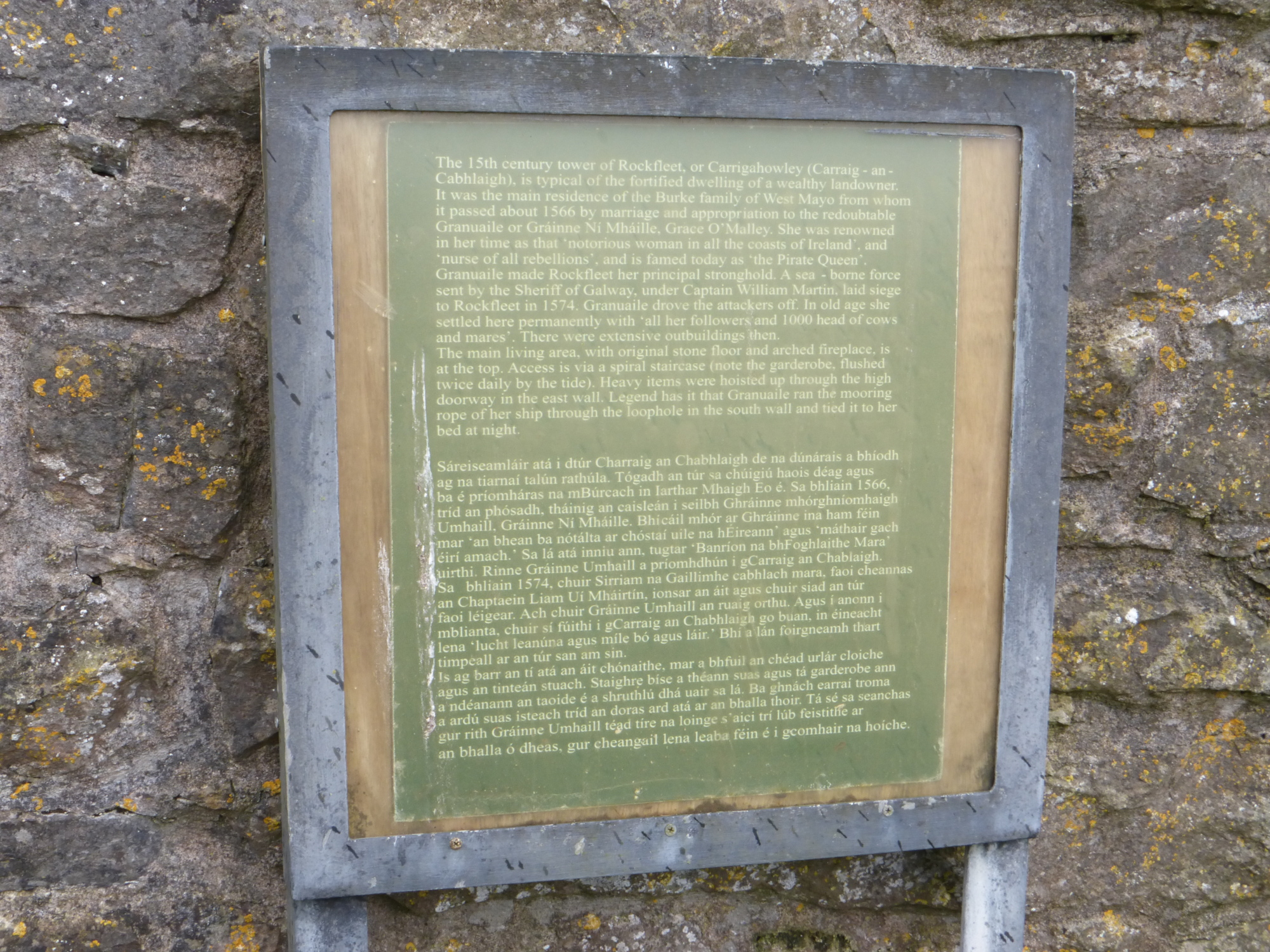
Информационный щит с историей замка